# Édouard Thomas Burgues de Missiessy

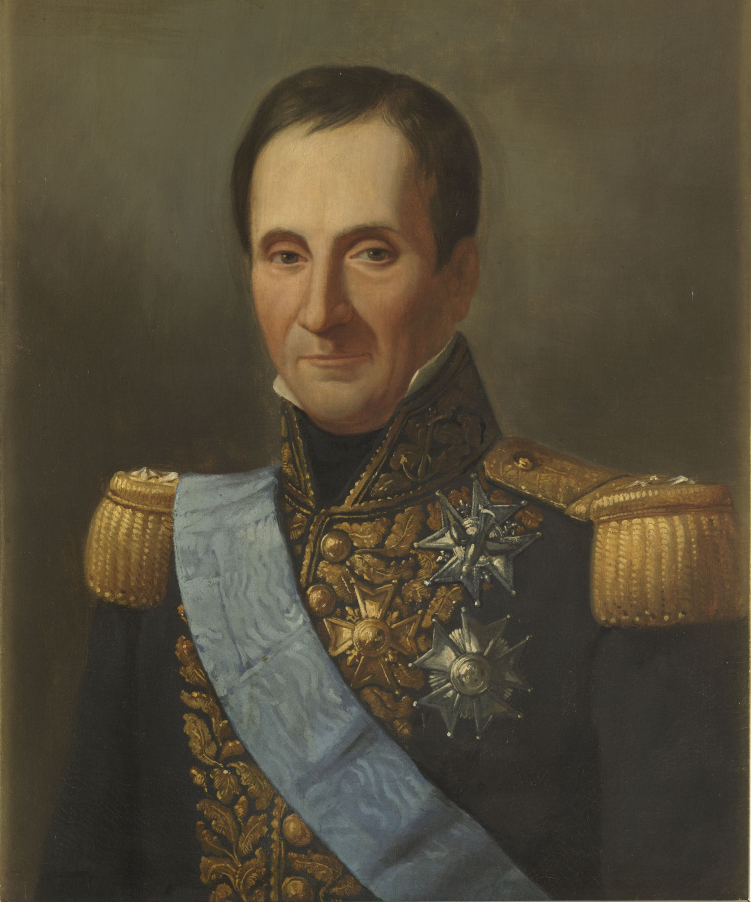
Édouard Thomas Burgues de Missiessy

Édouard Thomas Burgues de Missiessy, eigentlich Édouard-Thomas de Burgues, comte de Missiessy (* 23. April 1756 in Forcalquier; † 24. März 1837 in Toulon) war ein französischer Admiral.

## Leben und Wirken
Burgues entstammte einer königstreuen adeligen Familie. Mit zehn Jahren meldete er sich 1766 freiwillig zur königlichen Marine.
Während des Amerikanischen Unabhängigkeitskriegs diente er unter Admiral Charles Henri d’Estaing und konnte sich mehrfach durch Tapferkeit auszeichnen. 1781 übernahm er im Rang eines Lieutenants das Schiff „Vaisseau“, auf dem er am Anfang seiner Karriere bereits gesegelt war.
1789, zu Beginn der Revolution in seiner Heimat, kommandierte Burgues im Mittelmeer eine Fregatte. Er wurde schon früh ein Parteigänger Napoleons. Im Januar 1792 wurde er zum Capitain befördert und übernahm das Schiff „Centaure“ in Admiral Laurent Truguets Flotte.
Burgues konnte sich weiterhin durch Tapferkeit auszeichnen und wurde im Januar 1793 zum Contreadmiral befördert. Als sich die Revolution zur Terrorherrschaft wandelte, fiel Burgues ob seiner adeligen Herkunft auf und der Wohlfahrtsausschuss ließ ihn verhaften. Als Parteigänger Napoleons schaffte er es, der Guillotine zu entgehen. Nach einiger Zeit wurde er wieder freigelassen und in seinem vorherigen Rang wieder eingesetzt.
General Charles Leclerc d’Ostin stellte 1801 auf Befehl Napoleons ein Expeditionsheer von 25.000 Mann zusammen, um den Aufstand unter Führung von Toussaint Louverture auf Saint Domingue (Hispaniola) niederzuschlagen. Neben Louis Thomas Villaret de Joyeuse und Jean-Baptiste Philibert Willaumez war u. a. auch Burgues dazu ausersehen, die Truppen nach Haiti zu bringen. (→Französische Kolonien)
Als Parteigänger Napoleons gab Burgues nach der Schlacht von Waterloo (18. Juni 1815) seine Ämter auf und zog sich ins Privatleben zurück. Er unterstützte weder König Karl X. vor der Julirevolution von 1830, noch
König Louis-Philippe I. während der Julimonarchie.
Vier Wochen vor seinem 81. Geburtstag starb Édouard Thomas Burgues de Missiessy am 24. März 1837 in Toulon und fand dort auch seine letzte Ruhestätte.

## Ehrungen
- Großkreuz der Ehrenlegion
- Großkreuz des Ordre royal et militaire de Saint-Louis
- Ordre de la Réunion
- Kommandeur des Ordre du Saint-Esprit
- Comte de l’Émpire
- Sein Name findet sich am nördlichen Pfeiler (1. Spalte) des Triumphbogens am Place Charles-de-Gaulle (Paris)

## Schriften (Auswahl)
- Aperçu sur le matériel de la marine. Toulon 1829.